# Piazza San Gaetano

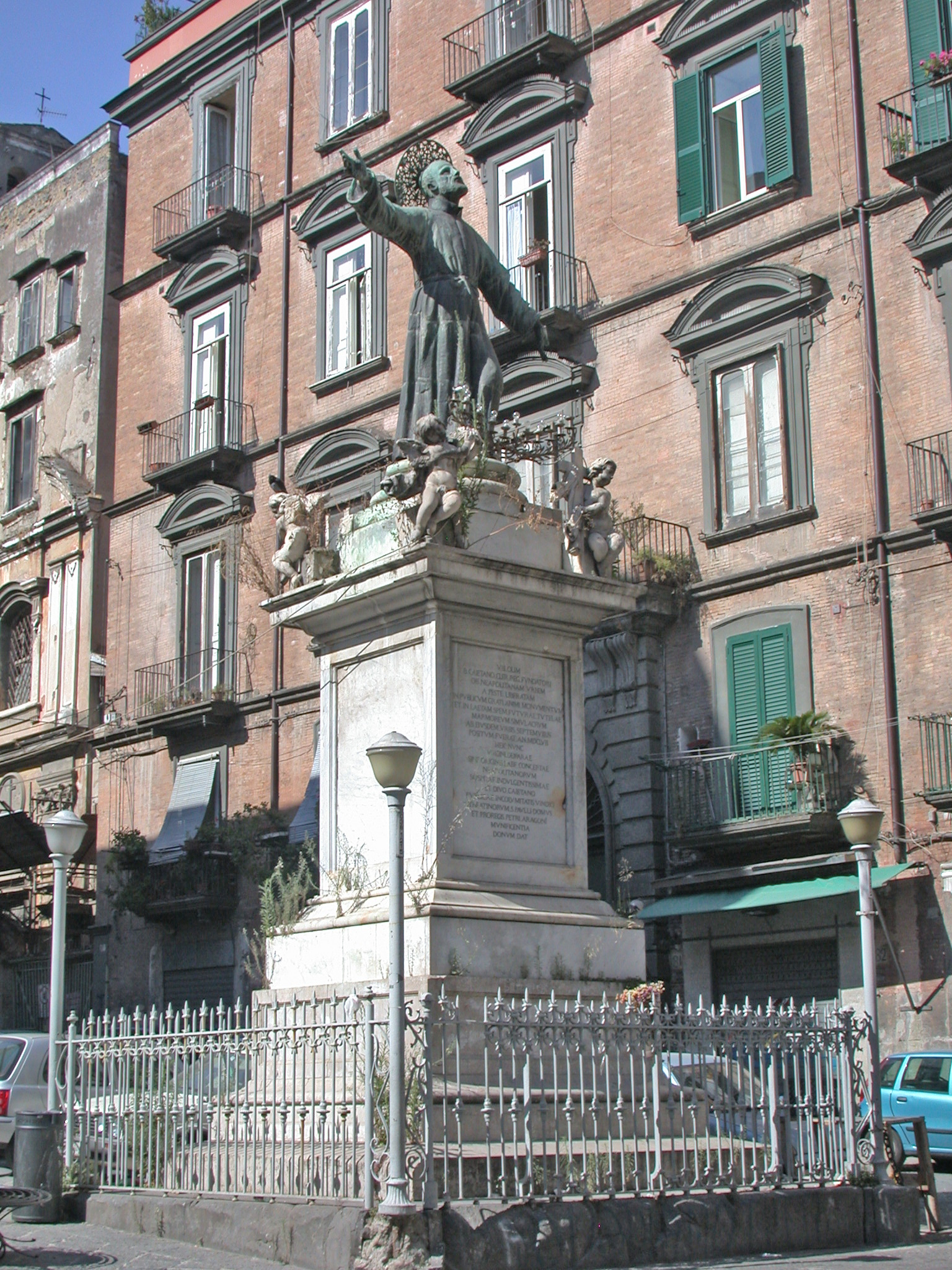
Monument à San Gaetano, situé sur la place nommée en son honneur

La Piazza San Gaetano est une place de Naples située dans une position presque centrale du decumanus maximus.
Son nom provient de la présence dans la basilique de San Paolo Maggiore de la tombe de San Gaetano, et également de la sculpture qui lui est dédiée sur la place.